# Torre de los Urrea
La torre de los Urrea o torre de Sestrica es una torre señorial localizada en el municipio zaragozano de Sestrica en Aragón, España. 

## Historia
La primera mención de Sestrica corresponde al año 944 cuando el rey García Sánchez I confirmación una donación realizada por el obispo Galindo al monasterio de Leyre. En 1355, Pedro IV de Aragón dio el lugar a Constanza Gil de Bidaure y en 1369 la jurisdicción sobre Sestrica pasa al arzobispo de Zaragoza. En 1382 estaba en poder de Lope Fernández de Luna y en 1410 ya pertenecía a Pedro Ximénez de Urrea, familia que ordenó construir o reformar la torre sobre otra construcción preexistente.

## Descripción
Se trata de una torre señorial, construida con carácter residencial, de planta rectangular de unos 13 por siete metros de lado. Se encuentra construida en mampostería y en la actualidad el interior está hueco. Se desconoce si en su época de esplendor estaba rematada con almenas o no, lo que si se aprecia son restos de las ménsulas sobre las que apoyaban sendas buhardas.
El acceso se realiza por la primera planta y no a ras de calle, como corresponde a una fortaleza con carácter defensivo, pues no en vano, el siglo XIV, fue pródigo en conflictos con el vecino Reino de Castilla, estando reciente la guerra de los Dos Pedros.
El edificio es divisable desde cualquier parte de la localidad, pues se encuentra construida en lo más alto de ella.